# Stretto di Messina (azienda)
Stretto di Messina S.p.A.  è la società concessionaria costituita nel 1981 in attuazione della Legge 1158/71 (Collegamento Viario e Ferroviario fra la Sicilia e il continente) per la progettazione, la realizzazione e l'esercizio dell'attraversamento stabile stradale e ferroviario tra la Sicilia e il Continente.

## Storia
Nata l'11 giugno 1981 in seguito alla Legge 1158/71 con sede a Roma, le quote del capitale sociale erano inizialmente ripartite così: Italstat (dal 1991 Iritecna) e IRI insieme con il 51% e Ferrovie dello Stato Italiane, ANAS, Regione Siciliana e Regione Calabria con una percentuale uguale del 12,25% ciascuno. Nel 2002 Fintecna diventa maggior azionista con il 55,5%, Rete Ferroviaria Italiana, Regione Calabria, Regione Siciliana attestate al 12,25% e ANAS con il 7,70%.
La Legge 286/06 la autorizza a svolgere all'estero [...] attività di individuazione, progettazione, promozione, realizzazione e gestione di infrastrutture trasportistiche e di opere connesse. In parole povere le viene concesso di investire in opere e infrastrutture al di fuori dei confini nazionali.
SdM chiude il 2007 con 10,54 milioni di euro di ricavi, un EBIT negativo per 4,65 milioni e una perdita di 5,89 milioni. Il patrimonio netto è di 386,60 milioni, ha debiti per 4,70 milioni. La partecipazione in mano ad Anas vale 317,87 milioni.
Con la Legge 221/12 viene disposto che Stretto di Messina S.p.A. ed il general contractor Eurolink avrebbero dovuto stipulare un atto aggiuntivo al contratto vigente, alla luce della corrente situazione economico finanziaria italiana.
Tale accordo doveva essere sottoscritto entro il 1º marzo 2013, pena la caducazione di tutti i rapporti di concessione, le convenzioni ed ogni altro rapporto contrattuale stipulato da SdM e la messa in liquidazione della società stessa.
Con Decreto del Presidente del Consiglio dei Ministri, il 15 aprile 2013, Stretto di Messina S.p.A. viene posta in liquidazione con la nomina di un Commissario Liquidatore.
Sempre per effetto della Legge 229/12, sarà poi tenuta ad indennizzare Eurolink tramite il pagamento delle prestazioni contrattualmente previste ed già eseguite più una somma pari al 10% dell'importo di cui prima, il tutto stimato da alcuni in 45 milioni di euro, da altri in circa 1 miliardo. Il Governo Monti, con il ddl stabilità, convertito in legge il 17 dicembre 2012, ha accantonato la somma di 300 milioni "per fare fronte agli oneri derivanti dalla mancata realizzazione di interventi per i quali sussistano titoli giuridici perfezionati alla data di entrata in vigore della presente legge (in particolare si tratta delle penalità contrattuali per la mancata realizzazione del Ponte sullo Stretto)". In particolare, il Consorzio Eurolink e Parsons che avevano vinto le gare d'appalto internazionali per la realizzazione dell'opera hanno avviato un'azione risarcitoria per l'importo complessivo di 790 milioni (più interessi e rivalutazione) la cui prima udienza si è tenuta nel novembre 2015.
Visto il perdurare della liquidazione senza conclusione da oltre otto anni, il disegno di legge di bilancio per l'anno 2021 ne disponeva la liquidazione ex lege con effetto immediato; la disposizione è stata stralciata dalla Presidenza della Camera dei Deputati e giace presso le Commissioni parlamentari.
Dal 1º aprile 2023, sul disposto del comma 491 dell’art. 1 della Legge n. 197/2022, è stata revocata la liquidazione con effetto immediato, in deroga all’art. 2487- ter del codice civile.
Nel mese di giugno 2023 è stata nominato il nuovo CDA della società.

## Quote societarie
Ad agosto 2023, le quote societarie risultavano così ripartite: 
- MEF: 55,16%
- ANAS: 36,70%
- RFI: 5,83%
- Regione Calabria: 1,16%
- Regione Sicilia: 1,16%

### Riferimenti normativi
- 17 dicembre 1971, n. 1158
- Legge 1158 del 17 dicembre 1971, su italgiure.giustizia.it. URL consultato il 27 novembre 2008 (archiviato dall'url originale il 18 novembre 2007).
- Storia della Stretto di Messina S.p.A, su ecodisicilia.com. URL consultato il 27 novembre 2008 (archiviato dall'url originale il 27 marzo 2009).
- Aggiornamento operazione Ponte - Rai 3-Report 18 maggio 2008, su rai.tv. URL consultato il 27 novembre 2008 (archiviato dall'url originale il 3 luglio 2008).
- Bilancio ANAS S.p.A. al 31.12.07, su stradeanas.it.
- Aumento capitale di 370 milioni, su ilsole24ore.it
- Legge n. 286 del 2006, su normattiva.it.
- Legge n. 221 del 2012, su normattiva.it.
- Legge n. 197 del 2023, su normattiva.it.